# Broczyno
Broczyno (deutsch Brotzen, früher Brozen) ist ein Dorf in der Landgemeinde (Gmina) Czaplinek (Tempelburg) im Powiat Drawski (Dramburger Kreis)  der polnischen Woiwodschaft Westpommern.

## Geographische Lage
Das Dorf liegt im Netzedistrikt des ehemaligen Westpreußen, am Großen Brotzen-See, etwa 35 Kilometer nordnordwestlich von Deutsch Krone (Wałcz), 28 Kilometer nordöstlich von Märkisch Friedland (Mirosławiec) und 15 Kilometer nordwestlich von Rederitz (Nadarzyce).

## Geschichte

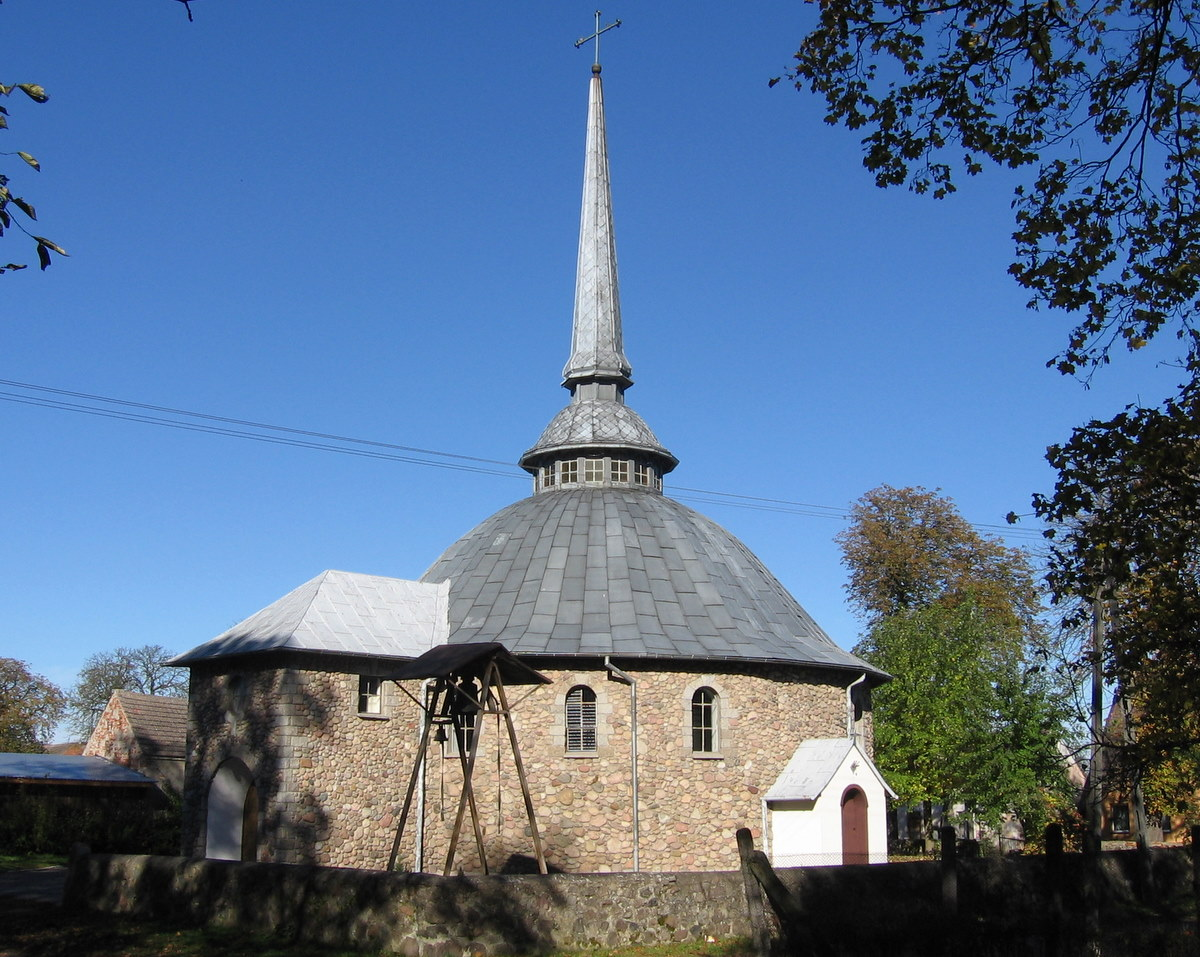
Dorfkirche, bis 1945 Gotteshaus der evangelischen Gemeinde Brotzen (Oktober 2007)

Brotzen am Großen Brotzen-See, Lage der Ortsteile A und B (oder I und II) um 1600

Grenzveränderungen der Goltzenherrschaft Brotzen seit dem 14. Jahrhundert

Die Grenzregion des Netzedistrikts, in der das Dorf liegt, hatte ursprünglich zum Herzogtum Pommern gehört, war vorübergehend unter polnische Herrschaft gelangt und dann an die Markgrafen von Brandenburg gekommen. Im Rahmen der Ersten Teilung Polen-Litauens kam das Dorf 1772 zusammen mit dem Landkreis Deutsch Krone an Preußen.
Die Ortschaft Brotzen gehörte einst zu den sogenannten Goltzschen Gütern.  Ältere Ortsbezeichnungen sind Bzuczina (1286), Broek (1633), Brocz (17. Jh.), neupolnisch Broce. Die Ortschaft war unterteilt in Brotzen A und B. Brotzen A war Sitz der Goltzenherrschaft Brotzen. 1783 besaßen das Dorf hälftig die Familien von der Goltz und von Kleist. 1805 gehörte es zur Hälfte dem Grafen von Schmettau und zur Hälfte der Frau von Kleist. Die erste Hälfte wurde auf 17.000 Taler, die zweite auf 5000 Taler taxiert. Gustav Karl Heinrich Brümmer, in Gütergemeinschaft mit seiner Ehegattin Pauline Marianne, geb. Henning, kaufte Brotzen B am 16. November 1858 für 57.000 Taler.
Die Gemeinde Brotzen hatte um 1930 eine 24,4 km² große Gemarkungsfläche, und auf dem Gemeindegebiet befanden sich sechs Wohnplätze, auf denen insgesamt 101 bewohnte Wohnhäuser standen:
- Bahnhof Milkow
- Brotzen
- Buschhof
- Milkow, Gut
- Wassergrund
- Ziegelei

Im Jahr 1945 gehörte Brotzen zum Landkreis Deutsch Krone im Regierungsbezirk Grenzmark Posen-Westpreußen der preußischen Provinz Pommern des Deutschen Reichs. Brotzen war Sitz des Amtsbezirks Brotzen.
Im Februar 1945 wurde Brotzen von der Roten Armee besetzt. Nach Beendigung der Kampfhandlungen wurde die Region seitens der sowjetischen Besatzungsmacht zusammen mit ganz Hinterpommern und der südlichen Hälfte Ostpreußens – militärische Sperrgebiete ausgenommen – der Volksrepublik Polen zur Verwaltung überlassen. Es wanderten nun Polen zu. Brotzen wurde unter der polnischen Ortsbezeichnung „Broczyno“ verwaltet. Die einheimische Bevölkerung wurde von der polnischen Administration aus Brotzen vertrieben.

### Demographie
| Jahr | Einwohner | Anmerkungen |
| ---- | --------- | --- |
| 1783 | –         | adliges Dorf mit zwei Vorwerken und einer evangelischen Kirche, 49 Feuerstellen (Haushaltungen), im Netzedistrikt, Kreis Krone                                                                               |
| 1818 | 227       | Dorf, adlige Besitzung |
| 1864 | 824       | davon 615 im Dorf A (darunter 602 Evangelische und zwei Katholiken), 103 im Rittergut A (108 Evangelische, fünf Katholiken) und 106 im Gut B (105 Evangelische, eine katholische Person)                     |
| 1910 | 698       | am 1. Dezember, davon 596 in der Landgemeinde (darunter 592 Evangelische und drei Katholiken) und 102 im Gutsbezirk (101 Evangelische und eine katholische Person; eine Person mit polnischer Muttersprache) |
| 1925 | 894       | darunter 858 Evangelische und 36 Katholiken |
| 1933 | 880       | [ 9 ] |
| 1939 | 923       | [ 9 ] |

## Kirche
Die Protestanten der bis 1945 anwesenden Dorfbevölkerung gehörten zum evangelischen Kirchspiel Brotzen.
Evangelische Geistliche bis 1945
- Christian Ramslow, † 1656[3]
- Daniel Raddatz, 1657–1687[3]
- Andreas Crisenius, 1688–1711[3]
- George Schwarzlaff, 1712–1749[3]
- George Friedrich Schwarzlaff, des vorherigen Sohn, 1749–1759[3]
- Daniel Friedrich Lentz, 1759–1801[3]
- Johann David Kirsch, 1802–1817, ging von hier nach Neugolz[3]
- Friedrich Leopold Wilhelm Weise, 1818[3]